# チョン・ジョンフン
チョン・ジョンフン（朝鮮語: 정정훈 Chung Chung-hoon、1970年6月15日 - ）は、韓国の撮影監督。
ソウル特別市出身。東国大学校演劇映画科卒業。
『オールド・ボーイ』や『親切なクムジャさん』などの撮影を担当、『オールド・ボーイ』で第12回春史大賞映画祭撮影賞、第5回釜山映画評論家協会賞撮影賞を受賞して名を上げる。
2010年代からハリウッドに進出、『IT/イット “それ”が見えたら、終わり。』や『ホテル・アルテミス -犯罪者専門闇病院-』などの撮影を手がけている。

## 主な作品
- REC【レック】   (2000)
- オールド・ボーイ (2003)
- 美しい夜、残酷な朝 (2004)
- 南極日誌 (2005)
- 親切なクムジャさん (2005)
- 多細胞少女 (2006)
- サイボーグでも大丈夫 (2006)
- ミスにんじん (2008) 出演
- 渇き (2009)
- 雲を抜けた月のように (2010)
- 生き残るための3つの取引 (2010)
- 新しき世界 (2013)
- イノセント・ガーデン Stoker (2013)
- シークレット・ロード Boulevard (2014)
- ぼくとアールと彼女のさよなら Me and Earl and the Dying Girl (2015)
- お嬢さん (2016)
- IT/イット “それ”が見えたら、終わり。 It (2017)
- ホテル・アルテミス -犯罪者専門闇病院- Hotel Artemis (2018)
- アースクエイクバード Earthquake Bird (2019)
- ゾンビランド:ダブルタップ Zombieland: Double Tap (2019)
- エジソンズ・ゲーム The Current War (2019)
- ラストナイト・イン・ソーホー Last Night in Soho (2021)
- アンチャーテッド Uncharted (2022)
- ウォンカとチョコレート工場のはじまり Wonka (2023)
- グレイテスト・ヒッツ The Greatest Hits (2024)
- 異端者の家 Heretic (2024)
- ランニング・マン The Running Man (2025)